# Naintsch
Naintsch est une ancienne commune autrichienne du district de Weiz en Styrie.
Elle est aujourd'hui incorporée à la municipalité d'Anger.